# Franz von Hauer
Franz rytíř von Hauer (německy Franz Ritter von Hauer; 30. ledna 1822 Vídeň – 20. března 1899 Vídeň) byl rakouský geolog a paleontolog.

## Život
Franz von Hauer byl synem tajného rady a paleontologa Josepha von Hauera, jeho bratry byli chemik Karl a báňský inženýr Julius.
V letech 1839 až 1843 studoval Franz na Báňské akademii v Banské Štiavnici, od roku 1846 byl asistentem von Wilhelma von Haidingera v Mineralogicko-petrografickém oddělení Přírodovědného muzea ve Vídni. V roce 1856 byl zvolen členem Německé akademie věd Leopoldina.
Poprvé vyčlenil jako litostratigrafickou jednotku adnetské souvrství (1853, pod názvem Adnethen-Schichten). Pojmenováno je podle obce Adnet.
Kromě geologických prací se věnoval zejména hlavonožcům (Cephalopoda) z triasových a jurských formací alpského regionu (1855–1856). Důležitým dílem je „Geologická mapa Rakousko-Uherska“, ve dvanácti listech (1867–1871; 4. vydání 1884, zahrnovalo i území Bosny a Hercegoviny). Mapa byla doplněna sérií krátkých pojednání.
V roce 1865 byl zvolen korespondujícím členem Akademie dei Lincei v Římě. Téhož roku nastoupil po Ferdinandu von Hochstetterovi jako „intendant“ (dnes „generální ředitel“) C.-k. dvorním kabinetu přírodnin ve Vídni. Od roku 1866 byl ředitelem k. k. Geologische Bundesanstalt (dnes Rakouská geologická služba) ve Vídni. Zde tvořil geologické mapy Rakouska a Sedmihradska. V roce 1866 byl zvolen korespondujícím a o rok později 1886 zahraničním členem Bavorské akademie věd. V roce 1881 byl přijat za korespondujícího člena Královská Pruská akademie věd. V roce 1882 jej Geological Society of London vyznamenala Wollastonovou medailí. V roce 1886 začal vydávat Annalen des kaiserlich-königlich naturhistorischen Hofmuseums.
V roce 1892 byl za zásluhy jmenován doživotním členem Panské sněmovny.
Pohřben byl v čestném hrobě (Ehrengrab, ve skupině 0, řada I. hrob č. 25) na Vídeňském centrálním hřbitově. V roce 1917 byla jeho jménem pojmenována Franz-Hauer-Gasse v Landstraße (3. městský obvod). Jeho jméno nese minerál hauerit (MnS2).

## Dílo

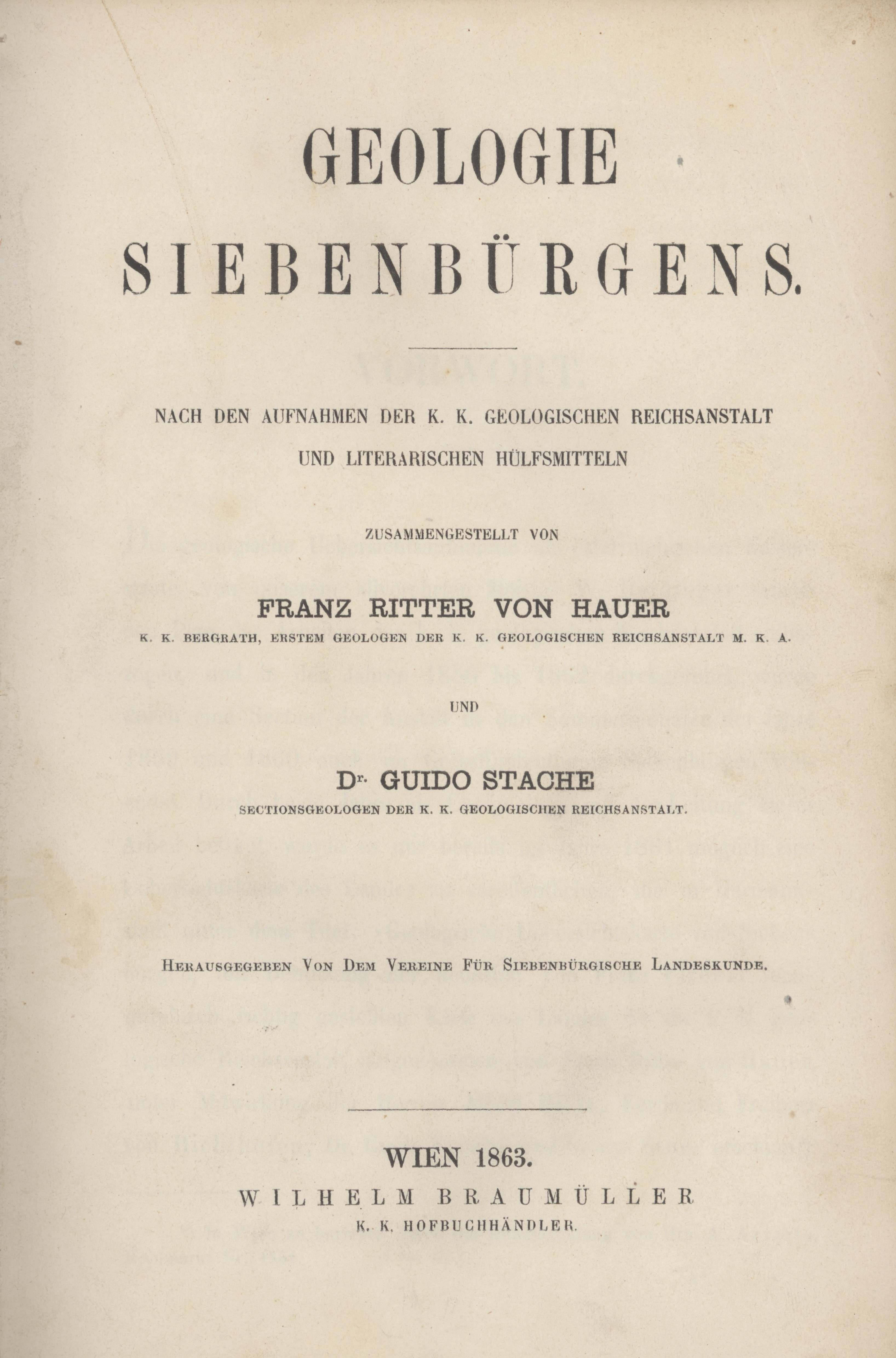
Titulní list Geologie Siebenbürgens (Geologie Sedmihradska), Hauer a Stache (1863)

- Beiträge über die Palaeontolographie von Österreich (1858–1859)
- s G. Stachem: Geologie Siebenbürgens. Nach den Aufnahmen der k. k. geologischen Reichsanstalt und Literarischen Hülfsmitteln. Wien: Wilhelm Braumüller, 1863. Digitalisat
- Die Geologie und ihre Anwendung auf die Kenntnis der Bodenbeschaffenheit der Österr.-Ungar. Monarchie (1875; 2. Aufl. 1878).
- Die Cephalopoden des bosnischen Muschelkalkes von Han Bulog bei Sarajevo. In: Denkschriften der kaiserlichen Akademie der Wissenschaften, mathematisch-naturwissenschaftliche Klasse 1888, 54, 8 Tafeln, Wien 1887, Seite 1–50
- Geologische Karte von Oesterreich-Ungarn mit Bosnien-Hercegowina und Montenegro (1896)